# Четврта космичка брзина
Четврта космичка брзина је минимална брзина коју је потребно дати објекту да би напустио галаксију Млијечни Пут. 
Четврта космичка брзина није једнака за све тачке у галаксији и зависи од даљине до центра масе галаксије (Стријелац А у нашој галаксији). Процјене четврте космичке брзине у подручју нашег Сунца се крећу око 550 km/s. За поређење, брзина нашег сунца око центра галаксије износи око 220 km/s.